# AIDAvita
El Blue Dream Melody, conocido anteriormente como AIDAvita o Avitak, es el segundo barco en la flota de AIDA Cruises. AIDAvita fue construido en 2002 por el astillero alemán Aker MTW en Wismar. Este es idéntica al AIDAaura.

## Historial

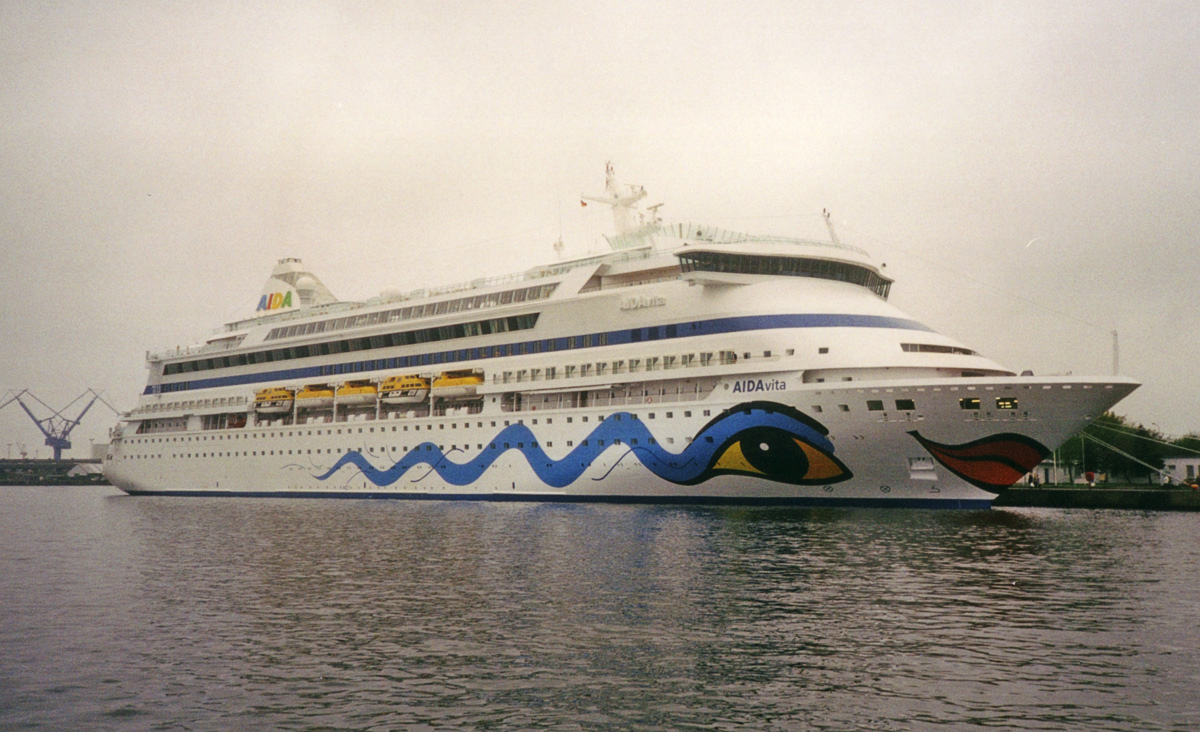
AIDAvita en 2002.

En enero de 2024, el barco se vendió al China Development Bank (Hong Kong) para su arrendamiento al operador chino Blue Dream International Cruise de Shanghái . El barco pasará a llamarse Blue Dream Melody y se espera que entre en servicio tras su reacondicionamiento en China. El barco llegó a China en marzo de 2024.